# Nicolaas Paradijs

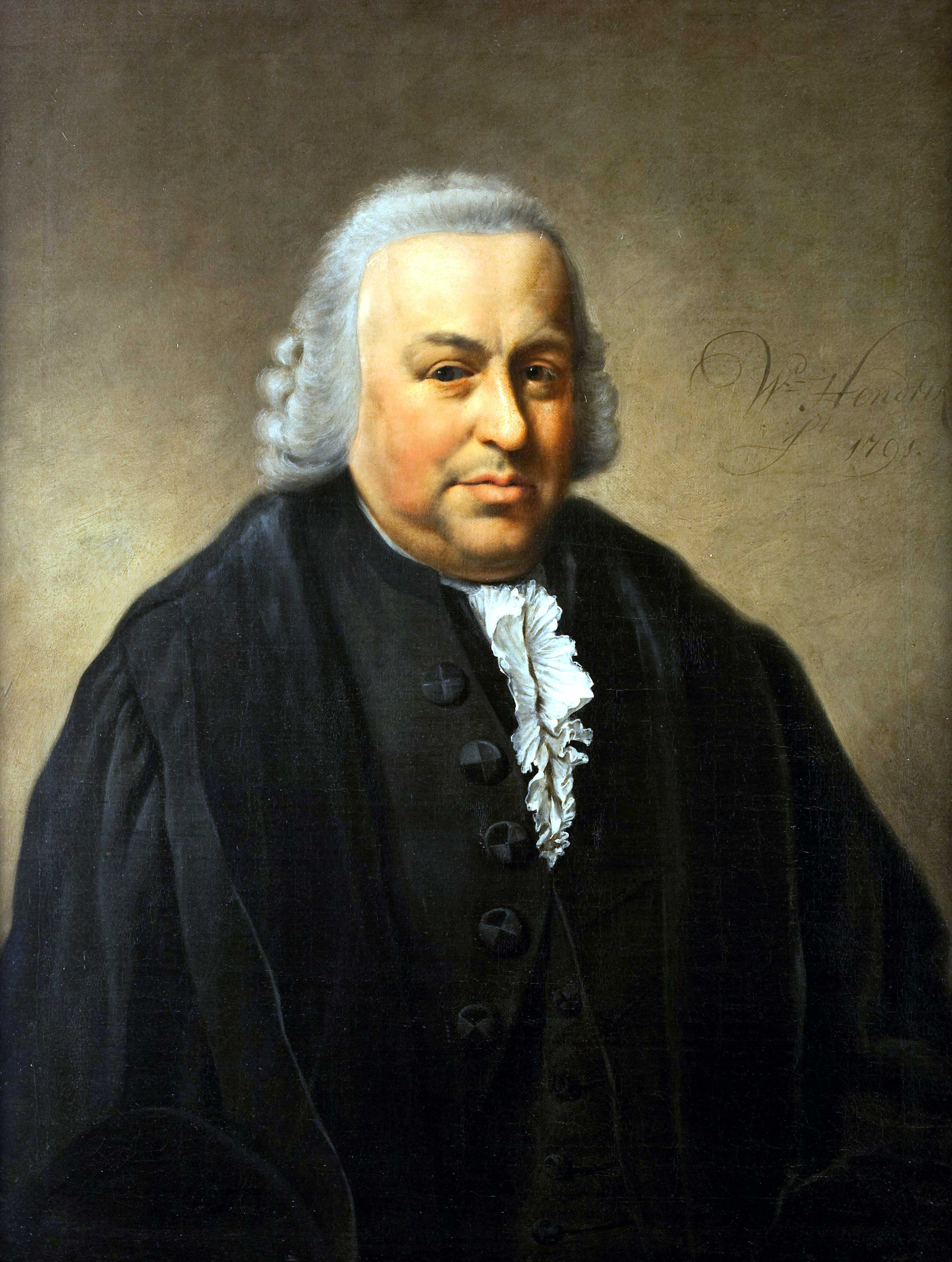
Nicolaas Paradijs

Nicolaas Paradijs auch: Nicolaas Paradys (* 11. November 1740 in Amsterdam; † 7. September 1812 in Leiden) war ein niederländischer Mediziner.

## Leben
Der Sohn des Mediziners David Paradijs und der Anna Elisabeth van Theenen, hatte seine erste Bildung an der Lateinschule seines Heimatorts erhalten. Mit 15 Jahren besuchte er das Athenaeum Illustre Amsterdam, wo er sich umfangreiche Kenntnisse in den verschiedenen Wissenschaften erwarb. Hier hatten zu jener Zeit unter anderem die Vorlesungen zur  Geschichte, Literatur, Rhetorik und Poetik Pieter Burman der Jüngere, zur Anatomie und Chirurgie Peter Camper, zur Botanik Johannes Burman und zur Theologie von Petrus Curtenius, geleitet, welche er besucht hat.
Im Alter von siebzehn Jahren, immatrikulierte er sich am 25. März 1758 an der Universität Leiden als Student der Medizin. In Leiden besuchte er vor allem die Vorlesungen von Pieter van Musschenbroek, Jean Nicolas Sébastien Allamand, David van Royen, Frederik Bernard Albinus und Hieronymus David Gaub. Hier promovierte er am 17. Juni 1763 mit der medizinischen Abhandlung Pathologica qua inquiritur in naturam inflammationis zum Doktor der Medizin. Danach bereiste er Frankreich. In Paris lernte er bei André Levret, dem Hoarzt und Dermatologen Anne Charles Lorry (1726–1783), António Nunes Ribeiro Sanches und  in Rouen bei Claude-Nicolas Le Cat (1700–1768). 1764 kehrte er nach Amsterdam zurück, wo er sich Arzt in der Praxis seines Vaters etablierte.
Am 26. April 1784 wurde er von den Kuratoren der Universität Leiden zum Professor der Medizin berufen, welche Aufgabe er am 2. Oktober 1784 mit der Rede de diligenti therapeutices universalis studio, maximo recte medendi instrumento antrat. Am  8. März 1787 übertrug man ihm Professur des Universitätshospitals collegium practico-medicum für 200 Gulden. Nachdem er 1790 Leibarzt von Willem V. geworden war, beteiligte er sich auch an den organisatorischen Aufgaben der Leidener Hochschule. So war er 1793/94 Rektor der Alma Mater, welche Aufgabe er mit der Rede de Euthanasia naturali, et quid ad eam conciliandam Medicina valeat niederlegte.
Ab 1795 mit den Ereignissen der Batavischen Republik hatte er als Anhänger des alten niederländischen Hauses Oranien, manche Rückschläge zu ertragen. Im hohen Alter übertrug man ihm  am 10. April 1800 die Professur der Geschichte der Medizin, welche er am 27. September 1800 mit der Rede de cognitione historiae medicinae magno, cum ad medici in arte exercenda solertiam, tum ad artis amplificationem, adjumento (Leiden 1800) eröffnete. In dieser Rede weist er auf den großen Nutzen der Geschichte hin, um dadurch die allmähliche Entwicklung der medizinischen Wissenschaften kennenzulernen. Er hat darin auch eine ausgezeichnete Skizze von den Verdiensten des Hippokrates von Kos und des Herman Boerhaave gezeichnet.
Seine Vorlesungen über spezielle Pathologie, Therapie und über Materia medica waren immer sehr besucht, da Paradijs neben seiner umfangreichen Kenntnis und großem Literaturwissen, auch ein außerordentliches rhetorisches Talent hatte und sich um den ihm anvertrauten Unterricht außerordentlich viel Mühe gab. Dass er dabei den Aphorismen von Boerhaave folgte, kann nicht verwundern, obgleich er die darin vorkommenden Fehler jedes Mal hervorhob und korrigierte. Vor allem die politischen Veränderungen von 1810 bereiteten ihm in seinen letzten Lebensjahren einige Schwierigkeiten. Nach seinem Tod brachte sein gleichnamiger Sohn seine Opuscuta academica (Leiden 1813) heraus, welche seine gesammelten Schriften enthielt.
1772 heiratete er Cornelis Elisabeth Schaghen (get. 30. April 1752 in Amsterdam; † 1791 Leiden). Aus der Ehe gingen elf Kinder hervor, von welchen ihm sechs bis zum Tod der Frau blieben.

## Weblink
- N. Paradijs bei der digitalen Bibliothek der Niederlande (DBNL)